# プランゲ文庫
ゴードン・W・プランゲ文庫（ゴードン・W・プランゲぶんこ、英称：Gordon W. Prange Collection）は、第二次世界大戦後1945年から1949年までに日本で出版された印刷物のほとんどを所蔵する特殊コレクションである。

## 概要
プランゲ文庫は、連合国軍占領下の日本で民間検閲支隊 (CCD) によって検閲目的で集められた出版物で構成される。連合国軍最高司令官総司令部（GHQ/SCAP）の参謀第2部(G2)で戦史室長を務めていたゴードン・ウィリアム・プランゲが、民間検閲支隊の解体後、これらの出版物をアメリカ合衆国・メリーランド大学に移送した。資料群は1950年にメリーランド大学に到着し、1978年にゴードン・W・プランゲ文庫と命名された。

## 利用方法
プランゲ文庫はメリーランド大学図書館のホーンベイク図書館北館にある。プランゲ文庫は一般に公開されており、メリーランド大学関係者以外でも利用が可能だが、訪問予定の3開館日前までの事前予約が必要である。
開館時間は9時 - 5時で、休館日は土曜・日曜・アメリカ合衆国の祝日・メリーランド大学の春季・冬季休暇。

## 所蔵資料
資料群は次の通り。
- 図書・パンフレット　約7万1000タイトル
- 雑誌　約1万3800タイトル
- 新聞　約1万8000タイトル
- 報道写真　約1万枚
- 地図　約640枚
- ポスター　約90枚
- 集会配布物　140点
- 寄贈資料

寄贈資料は民間検閲支隊が収集した資料ではなく、占領期のGHQ関係者からメリーランド大学に寄贈されたものである。寄贈資料には、GHQ民政局に勤務したチャールズ・L・ケーディスの個人文書類も含まれている。

## 保存
占領期の出版物は紙質が非常に悪く、資料の劣化が年々進んでいる為、プランゲ文庫ではマイクロフィルム化、およびデジタル化が進められてきた。1992年、メリーランド大学は国立国会図書館と共に、雑誌保存共同事業を開始した。また1993年には新聞のマイクロフィルム化を開始した。2001年には日本財団から助成を受け、教育関係図書の目録作業を実施した。図書・パンフレットに関しては、2006年 - 2010年度に約8000冊の児童書のデジタル化を完了し、2011年からは一般図書のデジタル化を進めている。